# 夜字泡
夜字泡是一个位于中国吉林省乾安县的湖泊，面积约为4.9平方千米，平均水深约为0.7米。